# Sagfjorden (Sørfold)
|  | For Sagfjorden i Nord-Salten, eller andre fjorde med samme navn. |
Sagfjorden er en fjordarm af Sørfolda i Sørfold kommune i Nordland fylke i Norge som går næsten 11 kilometer fra sundet Revsfjorden, øst for Prestmåsøya, til bunden af Groosen.
Fra indløbet, som ligger mellem Seglvikneset i nord og Revsnesodden i syd, går fjorden i nordøstlig retning til Movika, før den svinger mod sydøst til Lappvika og derefter nordøstover til udløbet af Groelva. Den t inderste del omtales også som Sagfjordbotn. Mellem Lappvika og Sagfjordbotn går vigen Botnfjorden af i sydlig retning.
Fjorden er omgivet af fjelde som når 800-1.000 meters højde, med Middagstinden, Multindan og Durmålstindan som de højeste på nordsiden og Husbyviktinden som højest på sydsiden. 
Gården i Movika har været fraflyttet siden 1950'ernet. Den affolkede bebyggelse  Sagfjordbotn anløbes om sommeren af  hurtigbådruten på Nordfolda. Der er  lokal vej uden videre forbindelse, til Gro- og Tennvatnet. Kulturminder fra kystsamisk bosætning fra 1500-tallet.
Nord-Norges første vanddrevne savværk blev bygget ved Sagelven, som har udløb vest for Lappvika, i 1609.